# Bethlehem (Afrique du Sud)
Pour les articles homonymes, voir Bethlehem.
Bethlehem est une ville de l'est de la province de l'État-Libre en Afrique du Sud. Elle est située à 1 700 m d'altitude dans une vallée fertile au bord de la rivière Liebenbergs au sud des montagnes de Rooiberg.
Fondée par les Boers en 1859 dans l'État libre d'Orange, la ville a été baptisée en l'honneur de la ville de Bethléem mentionnée dans la Bible.

## Situation géographique
Bethlehem est située sur la route nationale N5 à environ 240 km au nord-est de Bloemfontein, à 140 km à l'est de Kroonstad et à 90 km à l'ouest de Harrismith.

## Situation administrative
Bethlehem est le chef-lieu de la municipalité locale de Dihlabeng au sein du district de Thabo Mofutsanyana.
Les townships de Bohlokong, Thorisong, Vuka et Old Location sont directement rattachés à la municipalité de Dihlabeng.

## Démographie
La commune de Bethlehem comprend plus de 16 236 résidents, principalement issus de la communauté blanche (56,04%). Les noirs et les coloureds représentent respectivement 32,74 % et 8,70 % des résidents. Les habitants de la commune sont à 66,72 % de langue maternelle afrikaans.
La zone urbaine, comprenant Bethlehem et ses townships de Bohlokong, Thorisong, Vuka et Old Location, compte cependant 76 667 résidents (85,2 % de noirs et 12 % de blancs).

## Histoire
Bethlehem est fondée en 1859-1860 sur le domaine foncier de la ferme de Pretorius Kloof. Elle est reconnue avec le statut communal en 1884 et devient une municipalité en 1902. Durant la seconde guerre des Boers, Bethlehem est brièvement le siège du gouvernement de l'État libre d'Orange.
Elle est de nos jours le plus grand centre commercial et industriel de l'est de la province de l’État-Libre.

## Société et culture

### Musées et monuments
La ville présente un certain nombre de maisons et monuments inscrits au registre national du patrimoine sud-africain. 
- la maison du 14 President Burgers Street[3]
- A B Baartman Wagon House[4]
- Loch Athlone Dam Wall[5]

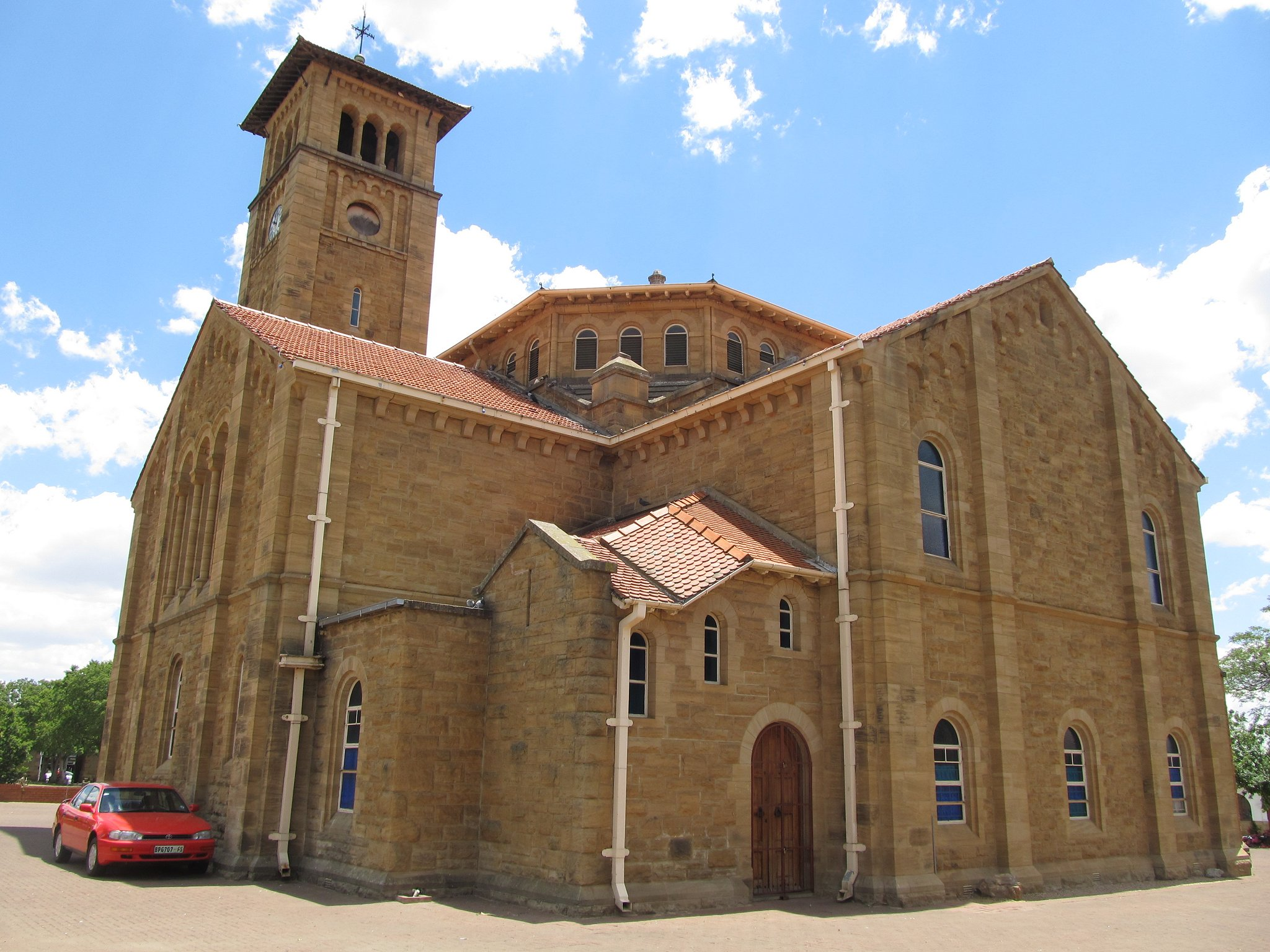
L'église réformée néerlandaise sur Church Square

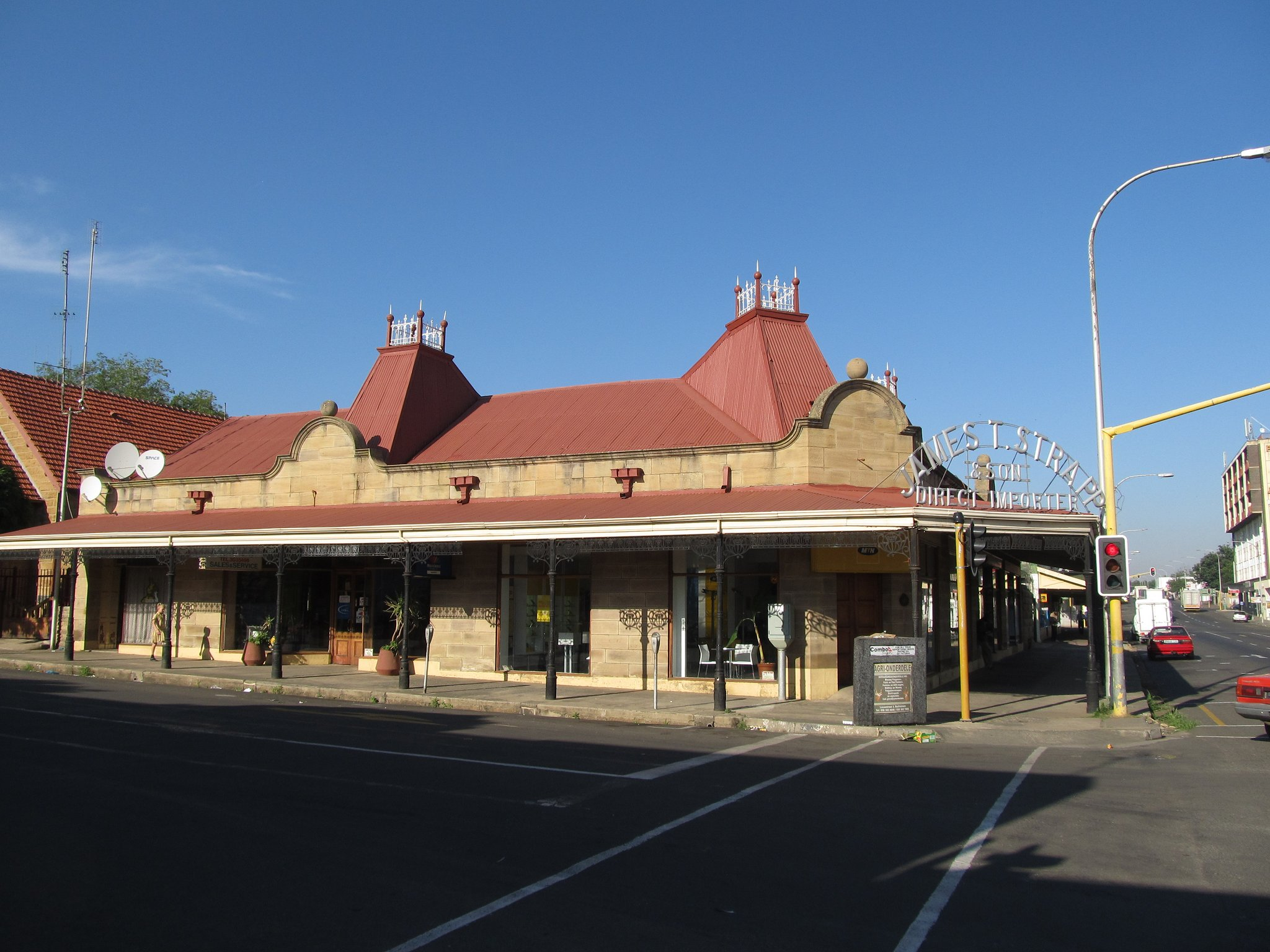
Le magasin James T. Strapps sur Church Street

- Main Building du Bethlehem Technical College[6]
- L'église réformée néerlandaise (Nederduitse Gereformeerde Mother Church) sur church square[7]
- Old Magistrates Court[8]
- Old Nederduitse Gereformeerde Mission Church parsonage[9]
- Old Nederduitse Gereformeerde Mission Church[10]
- St Andrews Presbyterian Church[11]
- St Augustine Anglican Church[12]
- Strapps Shop au 18 Church Street [13]
- Le town hall au 22 Boshoff Street
- Le Wooden Spoon Restaurant au 12 Church Street[14]